# Anisopilothrips venustulus
Anisopilothrips venustulus är en insektsart som först beskrevs av Hermann Priesner 1923.  Anisopilothrips venustulus ingår i släktet Anisopilothrips och familjen smaltripsar. Inga underarter finns listade i Catalogue of Life.